# موسيقى شعبية معاصرة

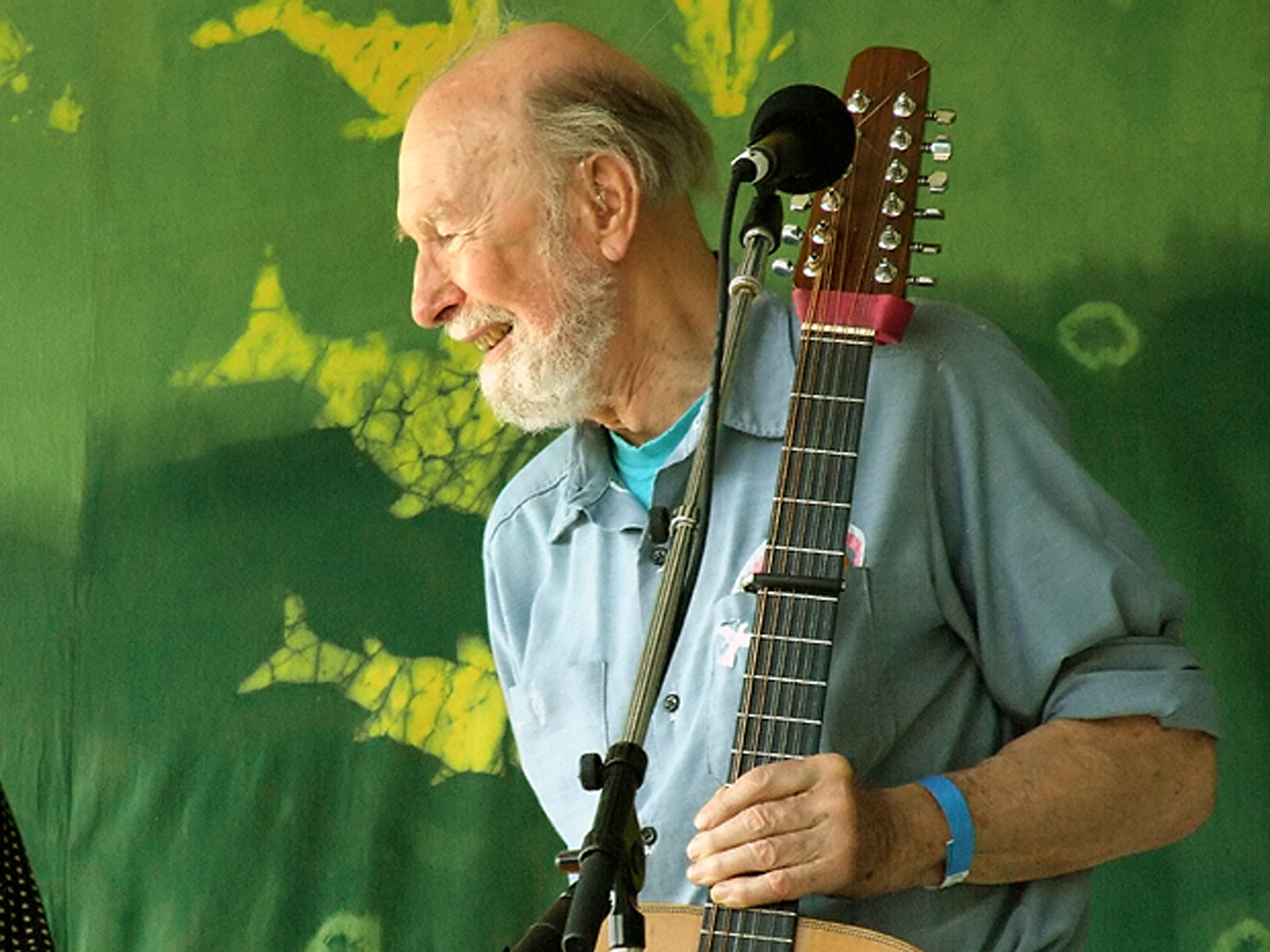
بيت سيغر عام 2007

تشير موسيقى الفولك المعاصرة إلى مجموعة واسعة من الأنواع الموسيقية التي ظهرت في منتصف القرن العشرين وما بعده وارتبطت مع موسيقى الفولك التقليدية. بدءًا من منتصف القرن العشرين، تطور شكل جديد من موسيقى الفولك الشعبية عن موسيقى الفولك التقليدية. تُدعى هذه العملية والفترة بنهضة الفولك (الثانية) التي بلغت أوجها في ستينيات القرن الماضي. يُعد مصطلح «موسيقى الفولك» الاسم الأكثر شيوعًا لهذا الشكل الجديد من الموسيقى، لكن غالبًا ما يُطلق عليه «موسيقى الفولك المعاصرة» أو «موسيقى نهضة الفولك» من أجل تمييزه. تمركز هذا التحول إلى حد ما في الولايات المتحدة وقد سُمي أيضًا بإحياء موسيقى الفولك الأمريكية. تطورت أنواع دمج عديدة عن هذه الظاهرة مثل الفولك روك وغيرها. تُعتبر موسيقى الفولك المعاصرة بشكل عام نوعًا منفصلًا عن موسيقى الفولك التقليدية، إلا أنها تشترك معها بنفس الاسم في اللغة الإنجليزية الأمريكية، وغالبًا ما تتشارك معها بالعازفين وأماكن العرض؛ وقد تكون الأغاني الفردية مزيجًا من النوعين.
بينما أثرت القومية الرومانسية لنهضة الفولك الأولى بشكل كبير على الموسيقى الفنية، فإن «نهضة الفولك الثانية» في أواخر القرن العشرين جلبت نوعًا جديدًا من الموسيقى الشائعة مع الفنانين الذين سوقوا له في العروض والتسجيلات والإذاعات. كان وودي غاثري من أوائل الشخصيات المشاركة في هذه النهضة، إذ غنى الأغاني التقليدية في الثلاثينيات والأربعينيات إلى جانب تأليف أغانيه الخاصة. وفي المملكة المتحدة، مكّنت نهضة الفولك من بروز جيل من المغنيين مؤلفي الأغاني مثل دونوفان، الذي حقق شهرةً واسعةً في الستينيات. أنتجت نهضة الفولك موجة الفولك الأولى في كندا للفنانين الناجحين دوليًا مثل جوردون لايتفوت، و ليونارد كوهين، و جوني ميتشل و بافي سانت ماري.
يشمل المغنيون الرئيسيون الذين ظهروا في في الفترة الممتدة من الأربعينيات إلى أوائل الستينيات كلًا من وودي غاثري، و بيت سيغر، و فیل أوکس، و جوان بيز، و بوب ديلن. ارتبطت الفترة الممتدة من منتصف الستينيات إلى أوائل السبعينيات مع تغيرات الثقافة المضادة وأنماط الحياة والسياسة والموسيقى. خضعت موسيقى الفولك إلى تطور سريع، وتوسع وتنوع كبيرين في نفس الوقت. حدثت تغيرات أساسية من خلال تطور فنانين ناشئين أمثال بوب ديلن، و جوان بيز، و جوديث كولينز ومجموعة بيتر وبول آند ماري، وأيضًا من خلال خلق أنواع دمج جديدة مع الروك والبوب. خلال هذه الفترة، غالبًا ما استُخدم مصطلح «موسيقى الاحتجاج» لتمييز موسيقى الفولك المتعلقة بموضوعات سياسية محلية. قدم المغنيون الكنديون بمن فيهم جوردون لايتفوت، و ليونارد كوهين، و بروس كوكبورن، و جوني ميتشل مثل هذا الدمج وتمتعوا بشعبية كبيرة في الولايات المتحدة. بدءًا من سبعينيات القرن العشرين، زُودت موسيقى الفولك بالعديد من المغنيين مؤلفي الأغاني الجدد مثل جوني ميتشل، و نيل يونغ، و هاري شابن.
تشمل أنواع الفولك الفرعية كلًا من الأنتي فولك، والفولك بانك (مثل فرقة ذا بوجوز الأيرلندية في الثمانينات)، الإندي فولك، والفولكترونيكا، والفريك فولك وموسيقى الأمريكانا بالإضافة إلى الأنواع الدمجية مثل الفولك ميتال، والبروغريسيف فولك، والفولك السايكدلي والنيوفولك.

## نهضة الفولك في منتصف القرن العشرين في البلدان الناطقة بالإنجليزية

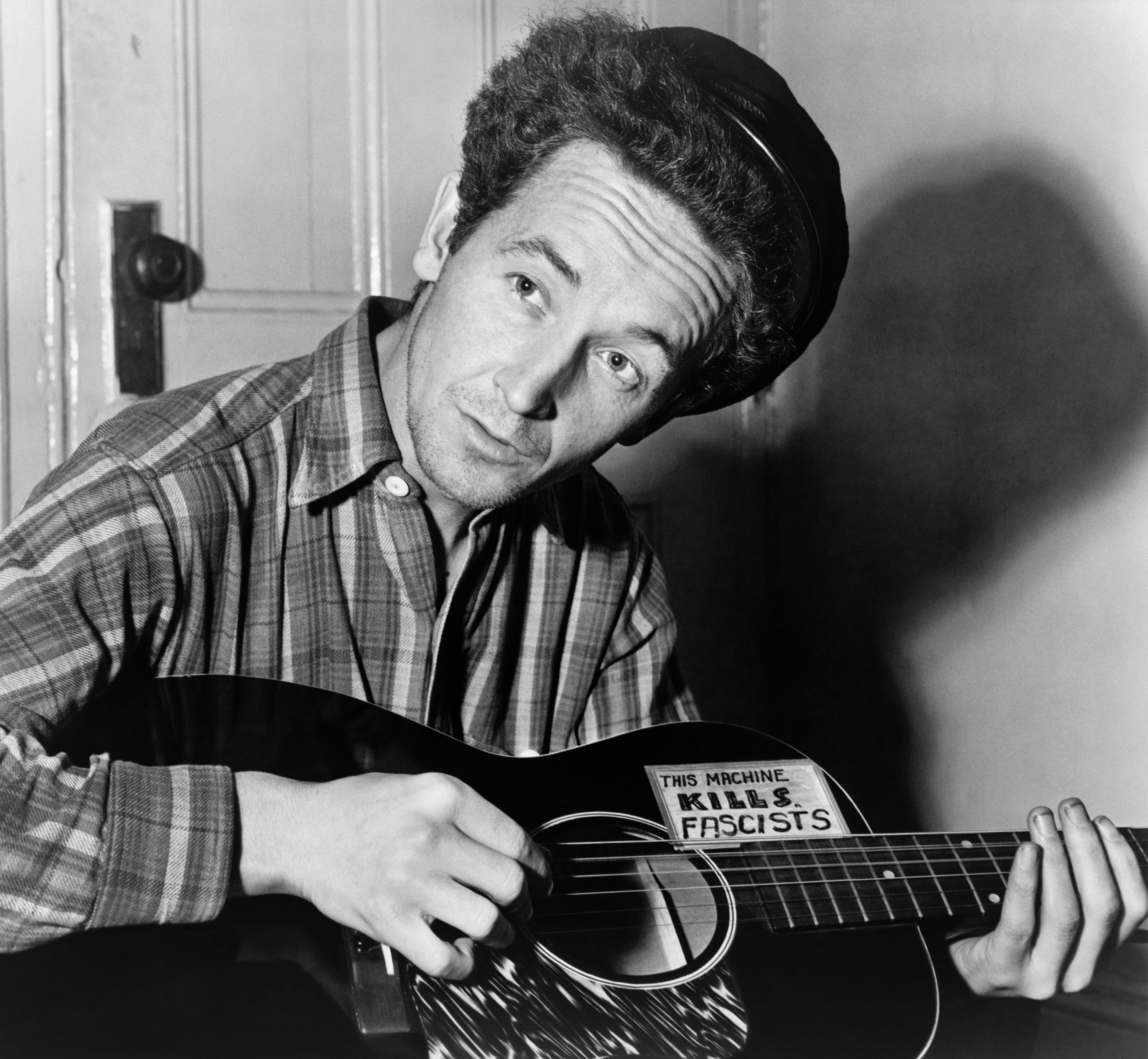
وودي غاثري

بينما أثرت القومية الرومانسية لنهضة الفولك الأولى بشكل كبير على الموسيقى الفنية، فإن «نهضة الفولك الثانية» في أواخر القرن العشرين جلبت نوعًا جديدًا من الموسيقى الشعبية مع الفنانين الذين سوقوا له في العروض والتسجيلات والإذاعات. يبقى هذا النوع معروفًا باسم «موسيقى الفولك المعاصرة» حتى عندما تُعتبر الموسيقى التقليدية نوعًا منفصلًا. كان وودي غاثري من أوائل الشخصيات المشاركة في هذه النهضة، إذ غنى الأغاني التقليدية في الثلاثينيات والأربعينيات إلى جانب تأليف أغانيه الخاصة. وكان بيت سيغر واحدًا من أصدقاء غاثري وتابعيه كجامع أغان ومغن ومؤلف.
برزت شعبية جيمي رودجر في الثلاثينيات، وبورل آيفز في الأربعينيات، ومجموعة سيغر ذا ويفرز وهاري بيلافونت في أوائل الخمسينيات ومجموعة ذا كرينغستون تريو في أواخر الستينيات بالإضافة إلى مجموعات تجارية محترفة أخرى. يعتبر بعض الذين عرّفوا التسويق على أنه بداية هذه المرحلة، أن الأغنية التجارية البارزة لذا كينغستون تريو «توم دولي» في عام 1958 قد حددت بداية هذه الحقبة. في عام 1963-1964، بثت شبكة «إيه بي سي» التلفزيونية المسلسل التلفزيوني الغناء الشعبي المخصص لعلامة موسيقى الفولك التجارية هذه، ونشرت أيضًا مجلةً ملحقةً باسم إي بي سي-تي في الغناء الشعبي. بدءًا من عام 1950، ساعدت كل من المجلات سينغ آوت وبرودسايد وذا ليتل ساندي ريفيو في انتشار الأغاني التقليدية والمركبة، تمامًا كما فعلت شركات التسجيل المدفوعة بنهضة الفولك.
في المملكة المتحدة، نتج عن حركة إحياء الفولك العديد من الفنانين الشباب أمثال مجموعة ذا ووترسونز، ومارتن كارثي، وروي بايلي إلى جانب جيل من المغنيين مؤلفو الأغاني مثل بيرت جانش، ورالف ماكتيل، ودونوفان، وروي هاربر؛ وقد حقق السبعة شهرةً واسعةً في الستينيات. زار كل من بوب ديلن، وبول سايمون، وتوم باكستون بريطانيا في مطلع الستينيات، وقد استخدم أول اثنين منهما لاحقًا المادة الإنجليزية التقليدية التي سمعاها.
في عام 1950، زار خبير الفلكلور الأمريكي البارز وجامع الأغاني التقليدية آلان لوماكس بريطانيا وقابل كلًا من ألبرت لانكستر لويد وإيون ماكول، وقد نُسب الفضل إلى هذا الاجتماع كافتتاح لنهضة الفولك البريطانية الثانية. في لندن، افتتح الزملاء نادي «ذا بالدز أند بلوز»، وأعادوا تسميته لاحقًا ليصبح نادي «ذا سينغرز»، ومن المرجح أن يكون أول ناد لموسيقى الفولك في المملكة المتحدة؛ أُغلق في عام 1991. مع نهاية الخمسينيات والتقدم نحو الستينيات، شهدت حركة نهضة الفولك تقدمًا كبيرًا في كل من بريطانيا وأمريكا.
في معظم ريف كندا، هيمنت أنماط الموسيقى التقليدية من الكانتري-الفولك على الموسيقى حتى خمسينيات القرن الماضي، وقد انتشرت حتى قبل بروز الجاز الشعبي والسوينغ. ساعد الفولك التقليدي بموجاته الأولى في امتداد هذه الهيمنة لتصل إلى التلفاز الكندي المبكر مع العديد من العروض ذات طابع الكونتري. على سبيل المثال، عرض مسلسل الكل حول الدائرة (1964-1975) الموسيقى التقليدية المشتقة من الإنجليزية والإيرلندية في نيوفاوندلاند. لكن اعتُبر يوبيل دون مسير (1957-1973) أهم هذه العروض، إذ ساهم في سد الفجوة ما بين فولك الكونتري الريفي ونهضة الفولك التي انبثقت من المقاهي الحضرية ونوادي الفولك. ساعد هذا العرض أيضًا على انطلاق مهنة مغنيي الكونتري-فولك ستومبن توم كونورز وكاثرين مكينون.
أنتجت نهضة الفولك موجة الفولك الأولى في كندا للفنانين الناجحين دوليًا مثل جوردون لايتفوت، وليونارد كوهين، وجوني ميتشل وبافي سانت ماري. في نفس الوقت، قام مغنو الفولك في كيبك ومؤلفو الأغاني مثل جيل فيجنو ومجموعات مثل لا بوتين سوريانت بالشيء نفسه في العالم الناطق بالفرنسية. اعتاد فنانو الفولك الكنديون الناطقون بالإنجليزية على الانتقال إلى الولايات المتحدة سعيًا وراء جماهير أكبر حتى أدخلوا ما يُسمى قواعد «المحتوى الكندي» للراديو والتلفاز في السبعينيات. في الوقت نفسه، أصبحت موسيقى الفولك الكندية موحدةً أكثر ومسوقةً تجاريًا، إذ ترافق هذا مع ظهور مهرجانات موسيقى الفولك المتخصصة (بدءًا من مهرجان ميراميتشي لأغنية الفولك بنيو برونزويك في عام 1958)، وازدياد البث الإذاعي لمحطات الروك والبوب والاستماع السهل، وتقديم جائزة جونو لفنان الفولك للعام 1971، بالإضافة إلى دورية أكاديمية متخصصة ألا وهي دورية موسيقى الفولك الكندية في عام 1973. شهد منتصف الستينيات وأواخرها أشكال دمج مستمدة من الفولك (مثل الفولك روك)، وقد حققت شهرةً لم تحظ بها موسيقى الفولك، لكن من الممكن اعتبار أوائل الستينيات ذروة شهرة موسيقى الفولك غير المدمجة في المشهد الموسيقي.
خلال الكساد الكبير، عكست موسيقى الفولك الواقع الاجتماعي للفقر وانعدام تمكين عامة الشعب من خلال الكلمات العامية التي عبرت عن الواقع القاسي للأوقات الصعبة والفقر المدقع. غالبًا ما تميزت الأغاني المؤلفة حديثًا على الأسلوب التقليدي من قبل مؤلفين مثل غاثري بنبرة ساخرة وفكاهية. شكلت طبقة العمال الغالبية العظمى من جمهور موسيقى الفولك في تلك السنوات، وعبرت الكثير من هذه الأغنيات عن مقاومة النظام الاجتماعي وعن الغضب تجاه الحكومة.